# Gran Premio de Gran Bretaña de Motociclismo de 1989
El Gran Premio de Gran Bretaña de Motociclismo de 1989 fue la decimosegunda prueba de la temporada 1989 del Campeonato Mundial de Motociclismo. El Gran Premio se disputó el 6 de agosto de 1989 en el Circuito de Donington Park.

## Resultados 500cc
La carrera fue ganada por el estadounidense Kevin Schwantz en su cuarta victoria de la temporada, por delante de sus compatriotas Eddie Lawson y Wayne Rainey. La clasificación general tiene a estos mismos tres controladores en la parte superior pero en orden inverso.
| Pos.     | Piloto                | Equipo                        | Moto   | Tiempo     | Pts. |
| -------- | --------------------- | ----------------------------- | ------ | ---------- | ---- |
| 1        | Kevin Schwantz        | Suzuki Pepsi Cola             | Suzuki | 47:45.670  | 20   |
| 2        | Eddie Lawson          | Rothmans Kanemoto Honda       | Honda  | +0.970     | 17   |
| 3        | Wayne Rainey          | Team Lucky Strike Roberts     | Yamaha | +8.600     | 15   |
| 4        | Niall Mackenzie       | Marlboro Yamaha Team Agostini | Yamaha | +10.940    | 13   |
| 5        | Christian Sarron      | Sonauto Gauloises Blondes     | Yamaha | +28.310    | 11   |
| 6        | Kevin Magee           | Team Lucky Strike Roberts     | Yamaha | +38.490    | 10   |
| 7        | Ron Haslam            | Suzuki Pepsi Cola             | Suzuki | +47.360    | 9    |
| 8        | Luca Cadalora         | Marlboro Yamaha Team Agostini | Yamaha | +51.770    | 8    |
| 9        | Pierfrancesco Chili   | HB Honda Gallina Team         | Honda  | +1:27.710  | 7    |
| 10       | Rob McElnea           | Cabin Racing Team             | Honda  | +1 Vuelta  | 6    |
| 11       | Fred Merkel           | HB Honda Gallina Team         | Honda  | +1 Vuelta  | 5    |
| 12       | Roger Burnett         | Rothmans Honda Team           | Honda  | +1 Vuelta  | 4    |
| 13       | Marco Gentile         | Fior Marlboro                 | Fior   | +1 Vuelta  | 3    |
| 14       | Fabio Biliotti        | Racing Team Katayama          | Honda  | +1 Vuelta  | 2    |
| 15       | Simon Buckmaster      | Racing Team Katayama          | Honda  | +1 Vuelta  | 1    |
| 16       | Marco Papa            | Team Greco                    | Paton  | +2 Vueltas |      |
| 17       | Robert Holden         |                               | Honda  | +2 Vueltas |      |
| 18       | Bruno Kneubühler      | Romer Racing Suisse           | Honda  | +2 Vueltas |      |
| 19       | Claude Albert         |                               | Suzuki | +2 Vueltas |      |
| 20       | Andreas Leuthe        | Librenti Corse                | Suzuki | +2 Vueltas |      |
| 21       | Josef Doppler         |                               | Honda  | +2 Vueltas |      |
| 22       | Fernando González     | Club Motocross Pozuelo        | Honda  | +2 Vueltas |      |
| 23       | Peter Graves          |                               | Honda  | +2 Vueltas |      |
| Ret      | Ian Pratt             | Racing Team Katayama          | Suzuki | Ret        |      |
| Ret      | Wayne Gardner         | Rothmans Honda Team           | Honda  | Ret        |      |
| Ret      | Mark Phillips         |                               | Suzuki | Ret        |      |
| Ret      | Dominique Sarron      | Team ROC Elf Honda            | Honda  | Ret        |      |
| Ret      | Nicholas Schmassman   | FMS                           | Honda  | Ret        |      |
| Ret      | Rachel Nicotte        | Chevallier Yamaha             | Ret    |            |      |
| Ret      | Juan López Mella      | Club Motocross Pozuelo        | Honda  | Ret        |      |
| Ret      | Cees Doorakkers       | HRK Motors                    | Honda  | Ret        |      |
| Ret      | John Mossey           |                               | Suzuki | Ret        |      |
| Ret      | David Crampton        |                               | Suzuki | Ret        |      |
| Ret      | Alessandro Valesi     | Team Iberia                   | Yamaha | Ret        |      |
| Ret      | Alan Carter           | Honda                         | Ret    |            |      |
| DNS      | Andy McGladdery       |                               | Honda  | DNS        |      |
| DNQ      | Larry Moreno Vacondio |                               | Honda  | DNQ        |      |
| DNQ      | Eddie Laycock         |                               | Honda  | DNQ        |      |
| Fuentes: |                       |                               |        |            |      |

## Resultados 250cc
A pesar de faltar aún tres carreras para el final de la temporada, el español Sito Pons consigue su sexta victoria esta temporada y, gracias a sus 66 puntos por delante del suizo Jacques Cornu, se convierte matemáticamente en el vencedor del Mundial, el segundo de manera consecutiva en 250cc.
| Pos. | Piloto                    | Moto    | Tiempo   | Pts. |
| ---- | ------------------------- | ------- | -------- | ---- |
| 1    | Sito Pons                 | Honda   | 43.06.81 | 20   |
| 2    | Reinhold Roth             | Honda   | 43.13.46 | 17   |
| 3    | Masahiro Shimizu          | Honda   | 43.14.19 | 15   |
| 4    | Jacques Cornu             | Honda   | 43.14.44 | 13   |
| 5    | Loris Reggiani            | Honda   | 43.19.87 | 11   |
| 6    | Juan Garriga              | Yamaha  | 43.21.08 | 10   |
| 7    | Helmut Bradl              | Honda   | 43.26.35 | 9    |
| 8    | Carlos Lavado             | Aprilia | 43.44.65 | 8    |
| 9    | Garry Cowan               | Yamaha  | 43.45.69 | 7    |
| 10   | Wilco Zeelenberg          | Honda   | 43.47.88 | 6    |
| 11   | Martin Wimmer             | Aprilia | 43.50.96 | 5    |
| 12   | Stefano Caracchi          | Honda   | 43.54.13 | 4    |
| 13   | Alex Barros               | Yamaha  | 43.57.04 | 3    |
| 14   | Jochen Schmid             | Honda   | 43.57.67 | 2    |
| 15   | Adrien Morillas           | Yamaha  | 43.57.88 | 1    |
| 16   | Alberto Puig              | Yamaha  | 43.58.60 |      |
| 17   | Daniel Amatriaín          | Honda   | 44.05.23 |      |
| 18   | Hans Becker               | Honda   | 44.17.07 |      |
| 19   | Harald Eckl               | Aprilia | 44.18.54 |      |
| 20   | Alain Bronec              | Aprilia | 44.21.46 |      |
| 21   | August Auinger            | Yamaha  | 44.21.75 |      |
| 22   | Manfred Herweh            | Yamaha  | 44.38.98 |      |
| 23   | Andreas Preining          | Aprilia | 44.40.06 |      |
| 24   | Patrick van den Goorbergh | Yamaha  | 44.40.75 |      |
| 25   | Bernard Haenggeli         | Yamaha  | 1 Vuelta |      |
| 26   | Maurizio Vitali           | Honda   | 1 Vuelta |      |
| 27   | Jean-François Baldé       | Yamaha  | 1 Vuelta |      |
| Ret  | Luca Cadalora             | Yamaha  | Ret      |      |
| Ret  | Carlos Cardús             | Honda   | Ret      |      |
| Ret  | Didier de Radiguès        | Aprilia | Ret      |      |
| Ret  | Renzo Colleoni            | Aprilia | Ret      |      |
| Ret  | Toshihiko Honma           | Yamaha  | Ret      |      |
| Ret  | Fausto Ricci              | Aprilia | Ret      |      |
| Ret  | Paolo Casoli              | Honda   | Ret      |      |
| Ret  | Alberto Rota              | Aprilia | Ret      |      |
| Ret  | Kevin Mitchell            | Yamaha  | Ret      |      |
| DNS  | Jean-Philippe Ruggia      | Yamaha  | DNS      |      |
| DNQ  | Niegel Bosworth           | Aprilia | DNQ      |      |
| DNQ  | Woolsey Coulter           | Aprilia | DNQ      |      |
| DNQ  | René Delaby               | Yamaha  | DNQ      |      |
| DNQ  | Virginio Ferrari          | Rotax   | DNQ      |      |
| DNQ  | Jean Foray                | Yamaha  | DNQ      |      |
| DNQ  | Urs Jucker                | Yamaha  | DNQ      |      |
| DNQ  | Martin Jupp               | Yamaha  | DNQ      |      |
| DNQ  | Andy Leisner              | Honda   | DNQ      |      |
| DNQ  | Massimo Matteoni          | Yamaha  | DNQ      |      |
| DNQ  | Ian McConnachie           | Yamaha  | DNQ      |      |
| DNQ  | Darren Milner             | Yamaha  | DNQ      |      |
| DNQ  | Engelbert Neumair         | Aprilia | DNQ      |      |
| DNQ  | Luis Lavado               | Yamaha  | DNQ      |      |

## Resultados 125cc
La general de 125 es la más incierta con tres corredores separados tan solo por 10 puntosy a falta de dos carreras para el final de la temporada. En el liderato, aún está el italiano Ezio Gianola, tercero en esta Gran Premio, con dos puntos de ventaja sobre el español Àlex Crivillé, segundo en la línea de meta y a 10 puntos del holandés Hans Spaan que, en esta ocasión, obtuvo su cuarto éxito del año.
| Pos. | Piloto               | Moto      | Tiempo    | Pts. |
| ---- | -------------------- | --------- | --------- | ---- |
| 1    | Hans Spaan           | Honda     | 42.10.64  | 20   |
| 2    | Àlex Crivillé        | JJ Cobas  | 42.19.43  | 17   |
| 3    | Ezio Gianola         | Honda     | 42.23.31  | 15   |
| 4    | Stefan Prein         | Honda     | 42.26.86  | 13   |
| 5    | Hisashi Unemoto      | Honda     | 42.57.97  | 11   |
| 6    | Domenico Brigaglia   | Garelli   | 43.07.85  | 10   |
| 7    | Doriano Romboni      | Honda     | 43.08.14  | 9    |
| 8    | Fausto Gresini       | Garelli   | 43.08.56  | 8    |
| 9    | Adi Stadler          | Honda     | 43.09.66  | 7    |
| 10   | Robin Appleyard      | Honda     | 43.10.27  | 6    |
| 11   | Koji Takada          | Honda     | 43.18.64  | 5    |
| 12   | Luis Miguel Reyes    | Honda     | 43.25.89  | 4    |
| 13   | Dirk Raudies         | Honda     | 43.27.50  | 3    |
| 14   | Bady Hassaine        | Honda     | 43.29.35  | 2    |
| 15   | Flemming Kistrup     | Honda     | 43.37.87  | 1    |
| 16   | Julián Miralles      | Derbi     | 43.38.31  |      |
| 17   | Steve Patrickson     | Honda     | 43.38.82  |      |
| 18   | Heinz Lüthi          | Honda     | 43.42.40  |      |
| 19   | Herri Torrontegui    | Honda     | 43.42.65  |      |
| 20   | Manfred Fischer      | Honda     | 43.57.62  |      |
| 21   | Manuel Hernández     | Honda     | 1 Vuelta  |      |
| 22   | Hervé Duffard        | Honda     | 1 Vuelta  |      |
| 23   | Rob Orme             | Honda     | 1 Vuelta  |      |
| 24   | Johnny Wickström     | Honda     | 1 Vuelta  |      |
| 25   | Hubert Abold         | Rotax     | 1 Vuelta  |      |
| 26   | Mike Leitner         | LCR       | 1 Vuelta  |      |
| 27   | Alan Patterson       | Honda     | 4 Vueltas |      |
| Ret  | Jorge Martínez Aspar | Derbi     | Ret       |      |
| Ret  | Allan Scott          | Honda     | Ret       |      |
| Ret  | Alex Bedford         | EMC       | Ret       |      |
| Ret  | Robin Milton         | Honda     | Ret       |      |
| Ret  | Ralf Waldmann        | Seel      | Ret       |      |
| Ret  | Corrado Catalano     | Gazzaniga | Ret       |      |
| Ret  | Bruno Casanova       | Aprilia   | Ret       |      |
| Ret  | Stefan Dörflinger    | Krauser   | Ret       |      |
| Ret  | Trevor Manley        | Honda     | Ret       |      |
| DNQ  | Emilio Cuppini       | Garelli   | DNQ       |      |
| DNQ  | Stuart Edwards       | Honda     | DNQ       |      |
| DNQ  | Thierry Feuz         | Honda     | DNQ       |      |
| DNQ  | Kris Galatowicz      | EMC       | DNQ       |      |
| DNQ  | Gastone Grassetti    | Honda     | DNQ       |      |
| DNQ  | Serge Julin          | Honda     | DNQ       |      |
| DNQ  | Klaus-Dieter Kindle  | Honda     | DNQ       |      |
| DNQ  | Ray Murphy           | Honda     | DNQ       |      |
| DNQ  | Peter Öttl           | Krauser   | DNQ       |      |
| DNQ  | Lucio Pietroniro     | Honda     | DNQ       |      |
| DNQ  | Taru Rinne           | Honda     | DNQ       |      |
| DNQ  | Rafael Roses         | JJ Cobas  | DNQ       |      |
| DNQ  | Valerio Vivarelli    | Rotax     | DNQ       |      |
| DNQ  | Othmar Schuler       | Honda     | DNQ       |      |
| DNQ  | Jos van Dongen       | Honda     | DNQ       |      |
| DNQ  | Alfred Waibel        | Honda     | DNQ       |      |
| DNQ  | Kazuya Yamada        | Honda     | DNQ       |      |